# سفارة النرويج في إسبانيا
سفارة النرويج في إسبانيا هي أرفع تمثيل دبلوماسي لدولة النرويج لدى إسبانيا. تقع السفارة في مدريد وهي تهدف لتعزيز المصالح النرويجية في إسبانيا.

## وصلات خارجية
- قائمة سفارات النرويج
- قائمة السفارات في إسبانيا